# Hrabstwo Ellis (Teksas)
Hrabstwo Ellis – hrabstwo położone w USA, w stanie Teksas, obejmujące południową część metropolii Dallas. Utworzone w 1849 r. Siedzibą hrabstwa jest Waxahachie. Liczy 222,8 tys. mieszkańców (2023). 

## Gospodarka
Średni dochód gospodarstwa domowego (dane z 2022) w hrabstwie wynosi 93 248 dolarów, zaś dochód na mieszkańca 38 628 dolarów. 9% mieszkańców żyje poniżej relatywnej granicy ubóstwa.

## Sąsiednie hrabstwa
- Hrabstwo Dallas (północ)
- Hrabstwo Kaufman (północny wschód)
- Hrabstwo Henderson (wschód)
- Hrabstwo Navarro (południowy wschód)
- Hrabstwo Hill (południowy zachód)
- Hrabstwo Johnson (zachód)
- Hrabstwo Tarrant (północny zachód)

## Miasta
- Alma
- Bardwell
- Ennis
- Ferris
- Garrett
- Italy
- Maypearl
- Midlothian
- Milford
- Oak Leaf
- Palmer
- Pecan Hill
- Red Oak
- Waxahachie

## CDP
- Bristol

## Demografia
W latach 2010–2020 populacja hrabstwa wzrosła o 28,6% do 192,5 tys. mieszkańców. Według danych pięcioletnich z 2022 roku, struktura rasowa hrabstwa wyglądała następująco: 69,4% stanowili biali (56,2% nie licząc Latynosów), 27,5% Latynosi, 12,6% czarni lub Afroamerykanie, 10,5% było rasy mieszanej, 0,8% to rdzenna ludność Ameryki, 0,7% miało pochodzenie azjatyckie i 0,06% pochodziło z wysp Pacyfiku.
Do największych grup należały osoby pochodzenia: meksykańskiego (24,3%), afroamerykańskiego, niemieckiego (9%), angielskiego (8,9%), „amerykańskiego” (7,6%) i irlandzkiego (7,6%).

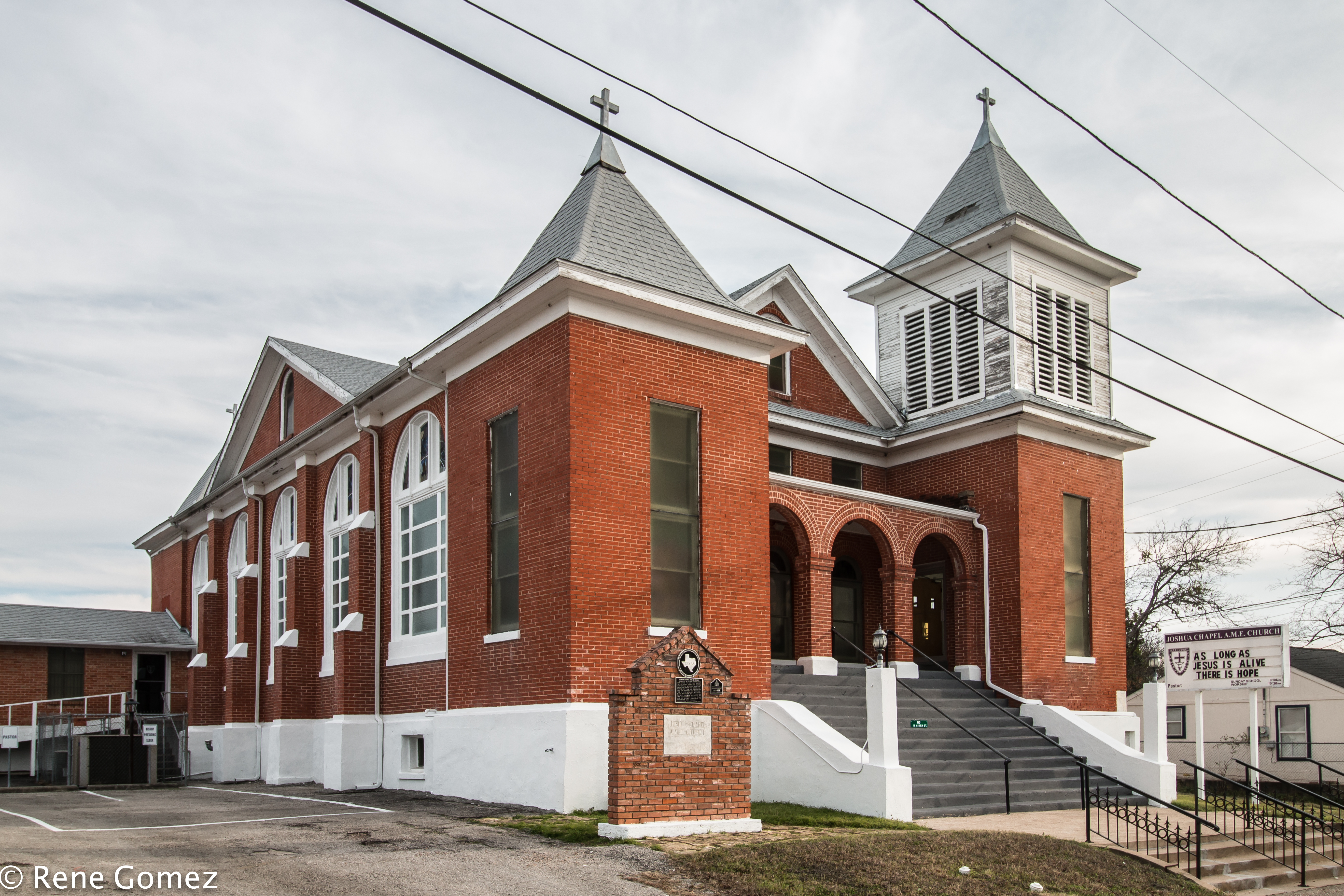
Zabytkowy kościół (1917 r.) afrykańskich metodystów w Waxahachie

## Religia
Według danych spisowych z 2020 roku, religijność hrabstwa zdominowana jest przez wspólnoty protestanckie (baptystyczne, ewangelikalne, metodystyczne, zielonoświątkowe i campbellitów – każda z tych grup obejmuje co najmniej kilka tysięcy członków). Do innych zauważalnych religii należały:
- Kościół katolicki – 7,9% (15,1 tys.)
- mormoni – 0,7% (1,4 tys.)
- świadkowie Jehowy – 0,56% (1,1 tys.).

## Galeria
Hrabstwo posiada dużą kolekcję zabytkowych domów.

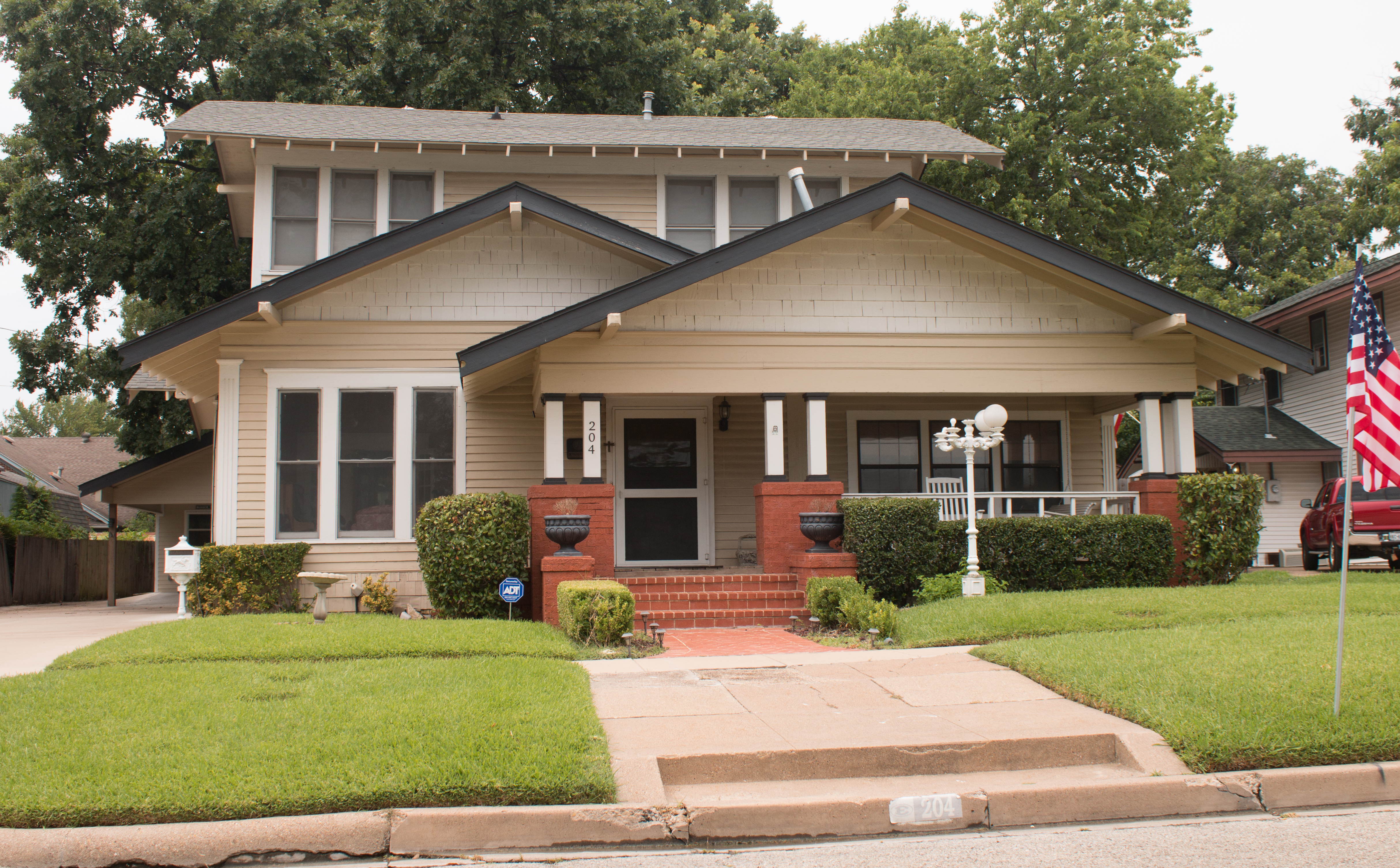
Barrington House w Ennis (1915)
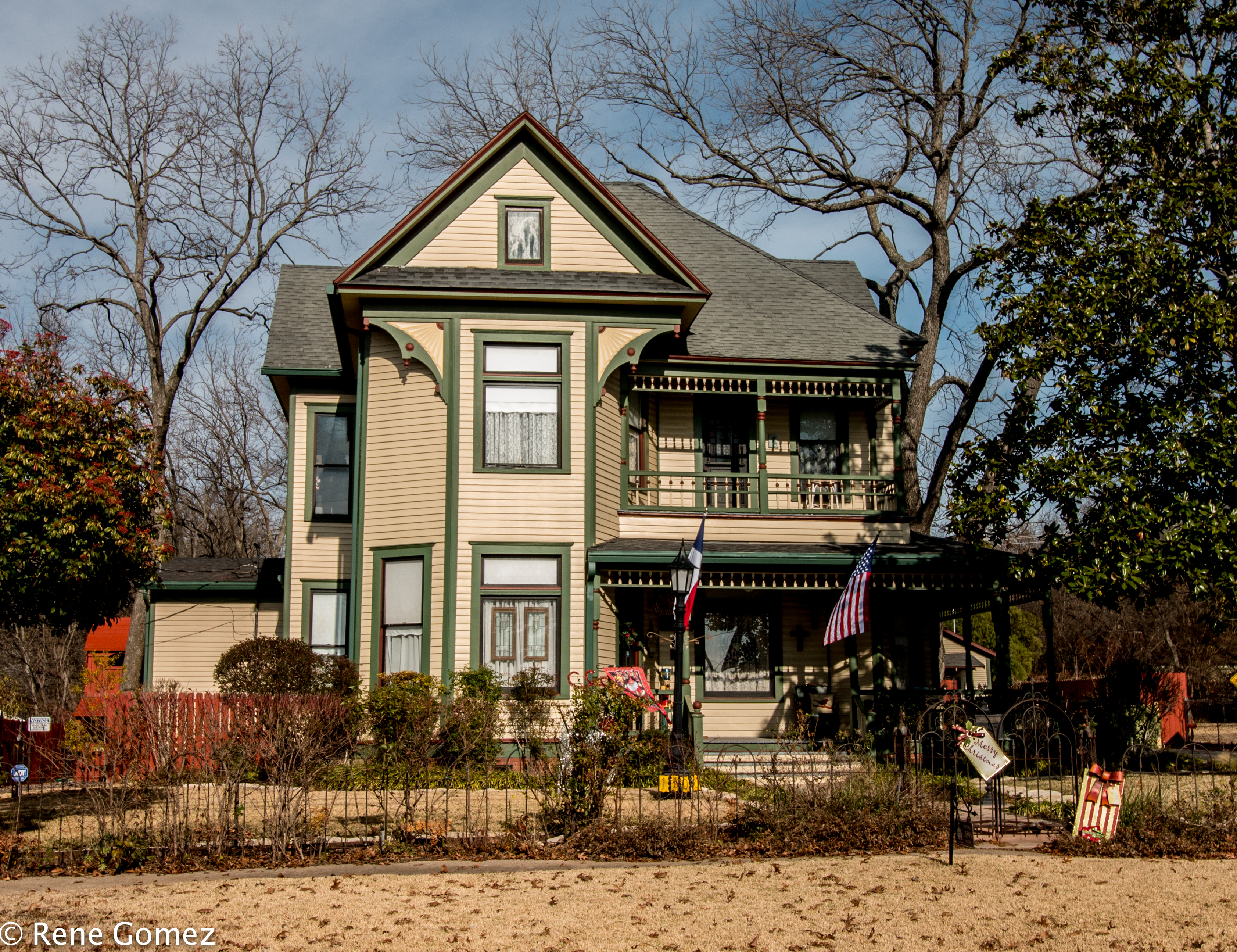
Alderdice, J. M., House w Waxahachie (1895)
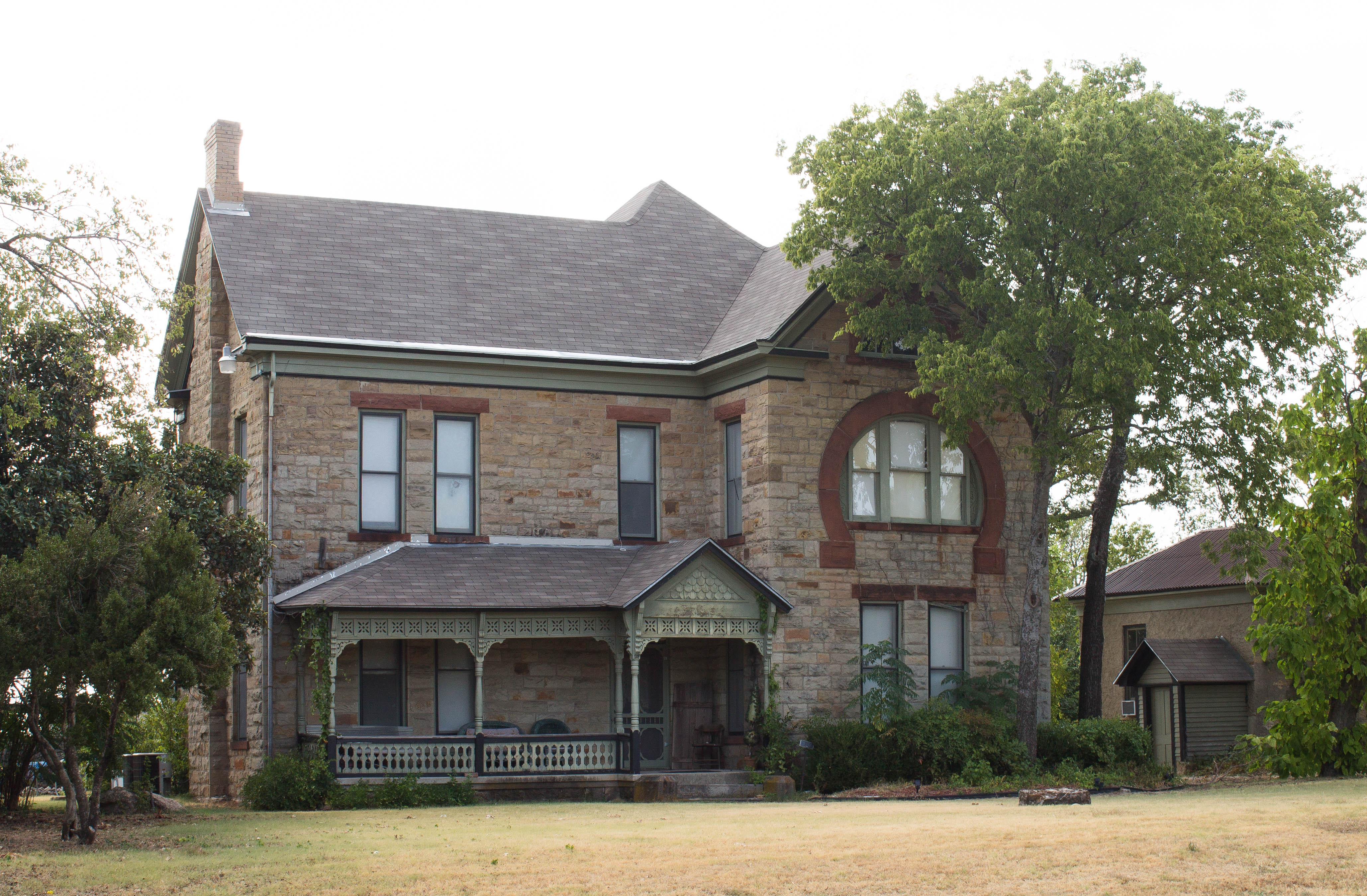
John Solon House w Waxahachie (1894)
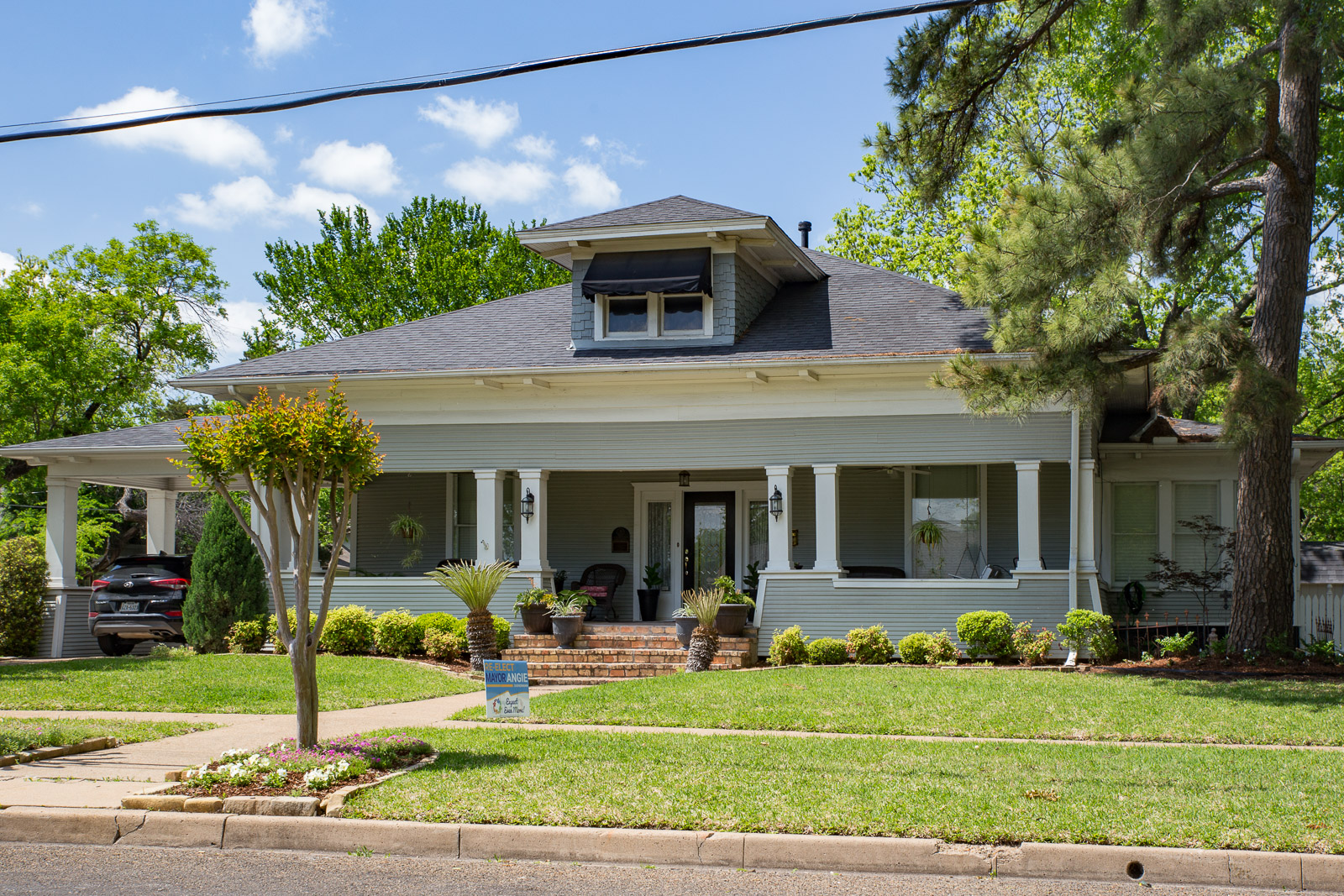
John M. Weekley House w Ennis (1915)
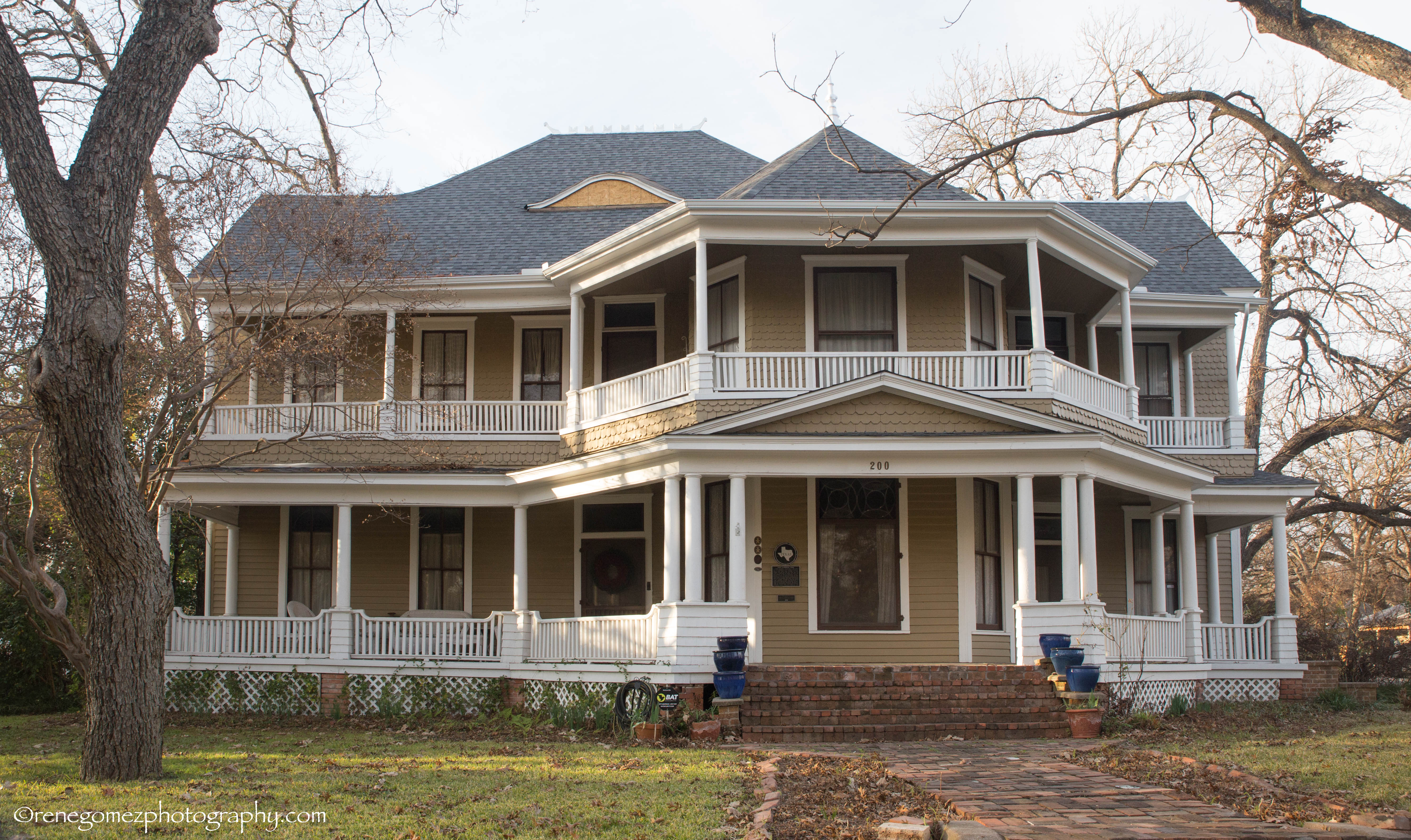
Eddy Hawkins House w Waxahachie (1878)